# Rudolf Wolke
Rudolf Wolke (Berlino, 9 giugno 1906 – Berlino, 12 marzo 1979) è stato un ciclista su strada tedesco.
Professionista dal 1927 al 1938, vinse la medaglia d'argento ai Campionati del mondo nella categoria dilettanti nel 1927, anno in cui si aggiudicò anche il Giro di Germania. La sua carriera si concluse con lo scoppio della Seconda guerra mondiale.
Era fratello minore di Bruno Wolke, anch'egli ciclista.

## Palmarès
- 1927

2ª tappa Giro di Germania (Głogów > Breslavia)
3ª tappa Giro di Germania (Breslavia > Görlitz)
9ª tappa Giro di Germania (Stoccarda > Magonza)
12ª tappa Giro di Germania (Hannover > Amburgo)
15ª tappa Giro di Germania (Kassel > Francoforte sul Meno)
Classifica generale Giro di Germania
3ª tappa Olympia's Tour (Deventer > Groninga)
4ª tappa Olympia's Tour (Groninga > Bussum)
Classifica generale Olympia's Tour
- 1928

Quer durch Thüringen - Thüringen-Rundfahrt
- 1930

10ª tappa Deutschland Tour (Amburgo > Berlino)
- 1934

Wurtemberger Tour (ex aequo Emil Kijewski)
- 1941

3ª tappa Echarpe d'or "Torpedo"

## Piazzamenti

### Grandi Giri
- Tour de France

1935: ritirato
1936: ritirato

### Competizioni mondiali
- Campionati del mondo

Nürburgring 1927 - In linea Dilettanti: 2º
Berna 1936 - In linea: ritirato